# Zárt tárgyalás (film, 1940)
A Zárt tárgyalás 1940-ben bemutatott fekete–fehér magyar játékfilm Radványi Géza rendezésében.

## Cselekménye
Benedek Gábor egri ügyvéd gondtalan házasságban él Annával, akit barátja, Szentgyörgyi Péter zongoraművész koncertjén ismert meg. Egy tragikus végű féltékenységi ügy után őt rendelték ki a gyilkos védőjéül. Az ügyvéd nehezen érti meg védence cselekedetét, hiszen nem ismeri a féltékenységet. Hosszabb külföldi turné után egy napra Egerbe érkezik Szentgyörgyi Péter, hangversenyén Benedekék is ott vannak. Péter volt Anna első szerelme, de ezt az érzést az asszony a házassága idején félretette, így Gábor nem sejt semmit. Szentgyörgyi az asszony miatt egyre halasztja az elutazást, szeretné felújítani régi kapcsolatukat és magával vinni Annát. A pletyka szárnyra kap. Benedek igyekszik nem tudni róla, mégis egyre több hasonlóságot vél fölfedezni védence féltékenysége és a saját élete között. A főtárgyaláson az ügyész nemcsak a vádlott, hanem minden féltékeny ember fölött tart vádbeszédet. Benedek összetörten hallgatja és a tárgyalás végén nem haza, hanem irodájába megy. Itt várja őt Péter, aki bevallja, hogy el szerette volna vinni Annát, de az asszony Gábort választotta.

## Kritika
A bemutató (1940. november 21.) után megjelent kritika lelkes szavakkal írt „arról az osztatlan és megérdemelt sikerről, amelyet ez a legfrissebb hazai filmdráma aratott.” Az akkor még kezdő író-rendezőt pedig ilyen szavakkal köszöntötte: „Ezzel az első együttes munkájával Radványi Géza a filmírók és filmrendezők igen kevésszámú csapatának élére került.”

## Szereplők
- Tasnády Fekete Mária – Anna
- Páger Antal – Dr. Benedek Gábor ügyvéd
- Timár József – Szentgyörgyi Péter
- Somlay Artúr – Tibor ügyész
- Vaszary Piri – trafikosné
- Rózsahegyi Kálmán – doktor
- Bihari József – Ács, a gyilkosság vádlottja
- Juhász József – Szilárdka
- Vágóné Berzsenyi Margit – Szentgyörgyiné
- Mihályffy Béla – Bíró
- Naszódy Sándor – Janika
- Lengyel Gizi – vendég hölgy
- Szép Ilonka – vendég hölgy